# 8½ Women
8½ Women is een film uit 1999 geregisseerd door Peter Greenaway met onder anderen John Standing, Matthew Delamere, Vivian Wu, Annie Shizuka Inoh, Barbara Sarafian, Kirina Mano, Toni Collette, Amanda Plummer, Natacha Amal, Manna Fujiwara, en Polly Walker.

## Verhaal
Geïnspireerd door de haremsequentie in Federico Fellini's 8½, richt bemiddeld zakenman en weduwnaar Philip Emmenthal met zijn zoon Storey in zijn huis te Genève een eigen harem in.
Ze contracteren hiertoe acht (en een halve) vrouwen uit Japan en Europa. Elke vrouw heeft zo haar eigenaardigheden: een kaalgeschoren non, een ruiter die geregeld van haar paard valt, een vrouw met een voorliefde voor een reusachtig varken, een wereldverbeteraarster die constant zwanger raakt…
Beide mannen worden verliefd op de voluptueuze Palmira, die Storey eerder als kleine broer dan als geliefde beschouwt. Uiteindelijk sterft Philip, gaan de vrouwen elk hun eigen weg en blijft Storey achter met Giulietta (de ½ woman), het fortuin en de paarden.

## Rolverdeling
| Acteur               | Personage                 |
| -------------------- | ------------------------- |
| John Standing        | Philip Emmenthal          |
| Matthew Delamere     | Storey Emmenthal          |
| Vivian Wu            | Kito                      |
| Annie Shizuka Inoh   | Simato (als Shizuka Inoh) |
| Barbara Sarafian     | Clothilde                 |
| Kirina Mano          | Mio                       |
| Toni Collette        | Griselda/Zuster Concordia |
| Amanda Plummer       | Beryl                     |
| Natacha Amal         | Giaconda                  |
| Manna Fujiwara       | Giulietta/ de ½ woman     |
| Polly Walker         | Palmira                   |
| Elizabeth Berrington | Celeste, Emmenthals meid  |
| Myriam Muller        | Marianne, Emmenthals meid |
| Don Warrington       | Simon                     |
| Claire Johnston      | Amelia, Philips vrouw     |